# Tour d'Autriche 2008
Le Tour d'Autriche 2008 est la 60e édition de cette course cycliste sur route masculine. Elle s'est déroulée du 6 au 13 juillet 2008 sur 7 étapes. La victoire finale est revenue à l'Autrichien Thomas Rohregger.

## Récit
Le prologue est annulé en raison d'un violent orage qui a éclaté sur Klausen. L'Allemand Steffen Radochla, détenteur du meilleur temps au moment de l'interruption de la course, porte néanmoins le maillot de leader le lendemain, tous les coureurs ayant bénéficié du même temps.
La course commence réellement lors de la première étape au profil vallonné. Un groupe d'échappés d'une trentaine de coureurs se dispute la victoire à Dobbiaco, en Italie. Le champion du monde Paolo Bettini signe son premier succès de la saison. Il devance Gerrit Glomser, ancien lauréat de la course, et Davide Rebellin. Sont également présents dans ce groupe, le vice-champion du monde Alexandr Kolobnev et le récent septième du Tour d'Italie, Jurgen Van den Broeck.
L'arrivée de la deuxième étape est jugée au Kitzbüheler Horn, connu pour être une des ascensions les plus redoutables d'Europe, en raison de sa déclivité importante (9,7 km pour une pente moyenne de 12,9 %). Le vainqueur de la 6e étape du Critérium du Dauphiné libéré, Chris Anker Sørensen tire son épingle du jeu, arrivant au sommet avec douze secondes d'avance sur Thomas Rohregger.
La troisième étape est à nouveau difficile, se terminant à Prägraten am Großvenediger. L'Ukrainien, Ruslan Pidgornyy se montre le plus rapide au sommet. La révélation du Paris-Nice, Robert Gesink, comme face à Cadel Evans sur les pentes du mont Serein, se montre trop court au sprint. Il se relève et concède trois secondes sur la ligne. Le troisième de l'étape est Thomas Rohregger, deuxième la veille, qui s'empare de la première place au classement général.
Après un début assez vallonné au départ de Lienz, la suite de la quatrième étape est plutôt plane et favorise les sprinters. Le vainqueur de la 17e étape du « Giro », André Greipel s'impose au terme d'une arrivée massive en devançant René Haselbacher et Danilo Hondo sur la ligne.
L'étape suivante offre la victoire au vétéran Haselbacher signant l'un des plus beaux succès de sa carrière, en échappé, après avoir échoué à la seconde place la veille.
La sixième étape est un contre-la-montre d'un peu plus de vingt-six kilomètres, il est la dernière chance pour les battus de bousculer le général avant la fin du Tour. Bert Grabsch l'emporte. L'une des révélations de la saison, Edvald Boasson Hagen termine deuxième. Thomas Rohregger conserve son avance classement provisoire, et seul Vladimir Gusev parvient à rester à une distance raisonnable.
La septième et dernière étape emmène les coureurs dans la capitale, Vienne. Un nouveau sprint massif a lieu. Interdit de départ du Tour de France, Tom Boonen s'impose devant Roberto Ferrari et René Weissinger. Thomas Rohregger s'adjuge le classement final devant Vladimir Gusev et Ruslan Pidgornyy. Il succède au Belge, Stijn Devolder, n'ayant pu défendre son titre à la suite de sa participation à la « Grande Boucle ».

## Étapes
| Détail    | Date       | Villes étapes                          | km    | Vainqueur d'étape    | Leader du classement général |
| --------- | ---------- | -------------------------------------- | ----- | -------------------- | ---------------------------- |
| Prologue  | 6 juillet  | Chiusa (ITA) (c.l.m)                   | 1,5   | étape annulée        | Steffen Radochla             |
| 1re étape | 7 juillet  | Chiusa (ITA) - Dobbiaco (ITA)          | 171,2 | Paolo Bettini        | Paolo Bettini                |
| 2e étape  | 8 juillet  | Dobbiaco (ITA) - Kitzbüheler Horn      | 169,6 | Chris Anker Sørensen | Chris Anker Sørensen         |
| 3e étape  | 9 juillet  | Kitzbühel - Prägraten am Großvenediger | 183,7 | Ruslan Pidgornyy     | Thomas Rohregger             |
| 4e étape  | 10 juillet | Lienz – Wolfsberg                      | 214,8 | André Greipel        | Thomas Rohregger             |
| 5e étape  | 11 juillet | Wiener Neustadt – Bad Vöslau           | 184,4 | René Haselbacher     | Thomas Rohregger             |
| 6e étape  | 12 juillet | Podersdorf am See (c.l.m.)             | 26,2  | Bert Grabsch         | Thomas Rohregger             |
| 7e étape  | 13 juillet | Podersdorf am See – Vienne             | 128,7 | Tom Boonen           | Thomas Rohregger             |

## Classements finals

### Classement général
| 1.  | Thomas Rohregger     | Elk Haus-Simplon       | en | 26 h 54 min 28 s |
| 2.  | Vladimir Gusev       | Astana                 | +  | 39 s             |
| 3.  | Ruslan Pidgornyy     | LPR Brakes Ballan      |    | 1 min 05 s       |
| 4.  | Chris Anker Sørensen | CSC-Saxo Bank          |    | 2 min 02 s       |
| 5.  | Giampaolo Caruso     | Ceramica Flaminia      |    | 2 min 47 s       |
| 6.  | Davide Rebellin      | Gerolsteiner           |    | 4 min 09 s       |
| 7.  | Janez Brajkovič      | Astana                 |    | 4 min 23 s       |
| 8.  | Walter Pedraza       | Tinkoff Credit Systems |    | 5 min 31 s       |
| 9.  | Jure Golčer          | LPR Brakes Ballan      |    | 5 min 42 s       |
| 10. | Thomas Frei          | Astana                 |    | 5 min 59 s       |

### Classements annexes

#### Classement par points
| 1. | André Greipel    | Columbia   | 38 pts |
| 2. | René Haselbacher | Astana     | 34 pts |
| 3. | Ruslan Pidgornyy | LPR Brakes | 33 pts |